# 新加坡體育
新加坡人參與各種各樣的體育運動，既為娛樂消閒又為比賽。流行的運動包括足球、籃球、板球、聯合式橄欖球、游泳、羽毛球和騎自行車。該市的公營房屋都建有游泳池、足球場、籃球場、緩跑徑、羽毛球場、壁球場、排球場、乒乓球室、健身室等便利設施。
由於新加坡是個島國，國民都喜愛水類運動，包括帆船、獨木舟、滑水等。新加坡亦有不少喜愛水肺潛水的業餘人士，閒時到該國南端韩都岛的珊瑚礁潛水。
足球可以說是最受歡迎的观赏性体育运动。新加坡有自己的職業足球聯賽，稱為新加坡超級足球聯賽。聯賽有10隊球隊參與，1996年成立，每隊都各自都有自己的球場。新加坡國家足球隊於1998、2004、2007及2012年都有出賽東盟足球錦標賽。
新加坡運動員亦有參與區域性及國際性的賽事，尤其在乒乓球、羽毛球、藤球、保齡球、帆船、席拉、游泳和水球等領域。至2020年，新加坡累計在奧林匹克運動會取得1金、2銀、2銅的成績，而在亞運會的成績則是41金、59銀、117銅。

## 國際性賽事

### 網球
新加坡曾經於1989至1992及1996至1999年舉辦過網球公開賽。賽事於2021年復辦，並於華僑銀行競技場舉行硬地比賽。

### 一級方程式
2008年首次舉辦，是一級方程式賽車在亞洲的其中一站，亦是全球第一个在夜間舉行分站賽事。

## 外部連結
- Supercar Motorsports Dream Drive Website （页面存档备份，存于）
- Singapore Sports Council Official Website
- List of National Sports Associations in Singapore
- Team Singapore
- Official website to support Singapore's bid for 2010 Youth Olympic Games，存档于Archive.today（存檔日期 2012-05-26）
- Sports-related listings in Singapore （页面存档备份，存于）
- Singaporesports.sg – One-stop sports events and news site